# Achillea maritima
Espèce
Achillea maritima  est une espèce de plantes à fleurs de la famille des Astéracées.

## Phytonymie
Selon la légende colportée par Pline, naturaliste romain du Ier siècle apr. J.-C., le nom de genre de cette plante lui vient d'Achille, héros de la mythologie grecque blessé au cours de la guerre de Troie, qui s'en servit pour guérir sa plaie et celles de ses soldats, d'où l'autre nom de l'Achillée millefeuille, l'« herbe du Soldat ». Achille meurt cependant d'une flèche empoisonnée lancée par Pâris. Ce dernier a-il utilisé la vénéneuse parisette, l'herbe de Pâris, ou simplement l'arsenic ?
Le nom vernaculaire de Diotis qui vient du grec diôtos, « deux oreilles », fait allusion aux deux oreillettes arrondies à la base du tube de la corolle, visibles à la loupe. 

### Synonymes
- Otanthus maritimus
- Diotis maritimus

### Noms vernaculaires
Diotis cotonneux, Diotis blanc, Achillée maritime, Santoline maritime, Santoline-cyprès (sa forte odeur amère et sucrée expliquant son appellation de santoline)

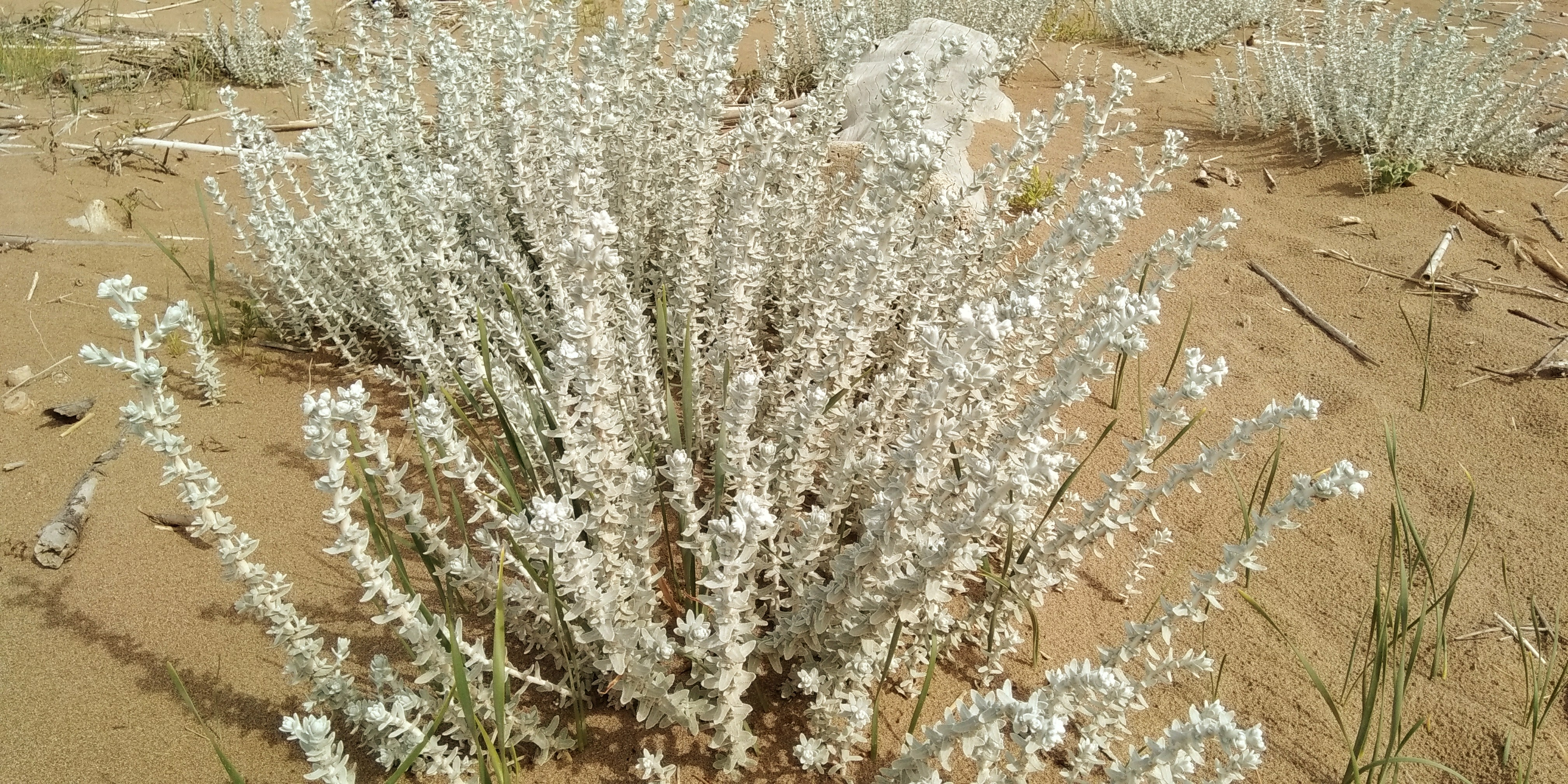
Achillée maritime avant floraison en mai dans des dunes en Grèce.

## Description

### Appareil végétatif
Plante vivace à 10 à 30 cm de haut, à odeur aromatique, elle a une souche ligneuse. La tige, couchée à la base puis ascendante, porte de nombreuses petites feuilles sessiles, oblongues, crénelées avec un sommet arrondi, un peu charnues. Elle est recouverte comme les feuilles de poils cotonneux, ce qui luit vaut d'être surnommée cottonweed en anglais, « l’herbe à coton ». 
Les feuilles montrent des adaptations morpho-anatomiques aux conditions écologiques des systèmes dunaires maritimes : feuilles cotonneuses formant une sorte de manchon tout autour du tige, qui délimite un espace très serré maintenant une micro-atmosphère humide (protection contre le dessèchement et le la chaleur), mas sert aussi de défense passive contre les herbivores ; distribution amphistomatique (stomates sur les deux surfaces foliaires) qui pourrait être une adaptation à l'ensablement ; hydathodes qui excrètent les sels minéraux en excès ; mésophylle constitué d'un parenchyme aquifère avec des cellules renfermant une vacuole riches en mucilages, substances qui absorbent l'eau.

### Appareil reproducteur
L'inflorescence se présente assez souvent en corymbe de capitules sans fleurs ligulées. Le tube central de la corolle se prolonge à la base par deux appendices membraneux embrassants et adnés à l'ovaire. Les fruits sont des akènes blanchâtres, sans pappus.
La floraison a lieu de juin à septembre.

## Écologie
Espèce xérophyte psammophyte grâce notamment à son importante pilosité, elle se développe sur la dune mobile voire sur la dune embryonnaire ou sur dune semi-fixée.

## Répartition
Littoral du bassin méditerranéen et atlantique.